# Allium schischkinii
Allium schischkinii är en amaryllisväxtart som beskrevs av Sobolevsk. Allium schischkinii ingår i släktet lökar, och familjen amaryllisväxter. Inga underarter finns listade i Catalogue of Life.